# Podstawnica krwawa

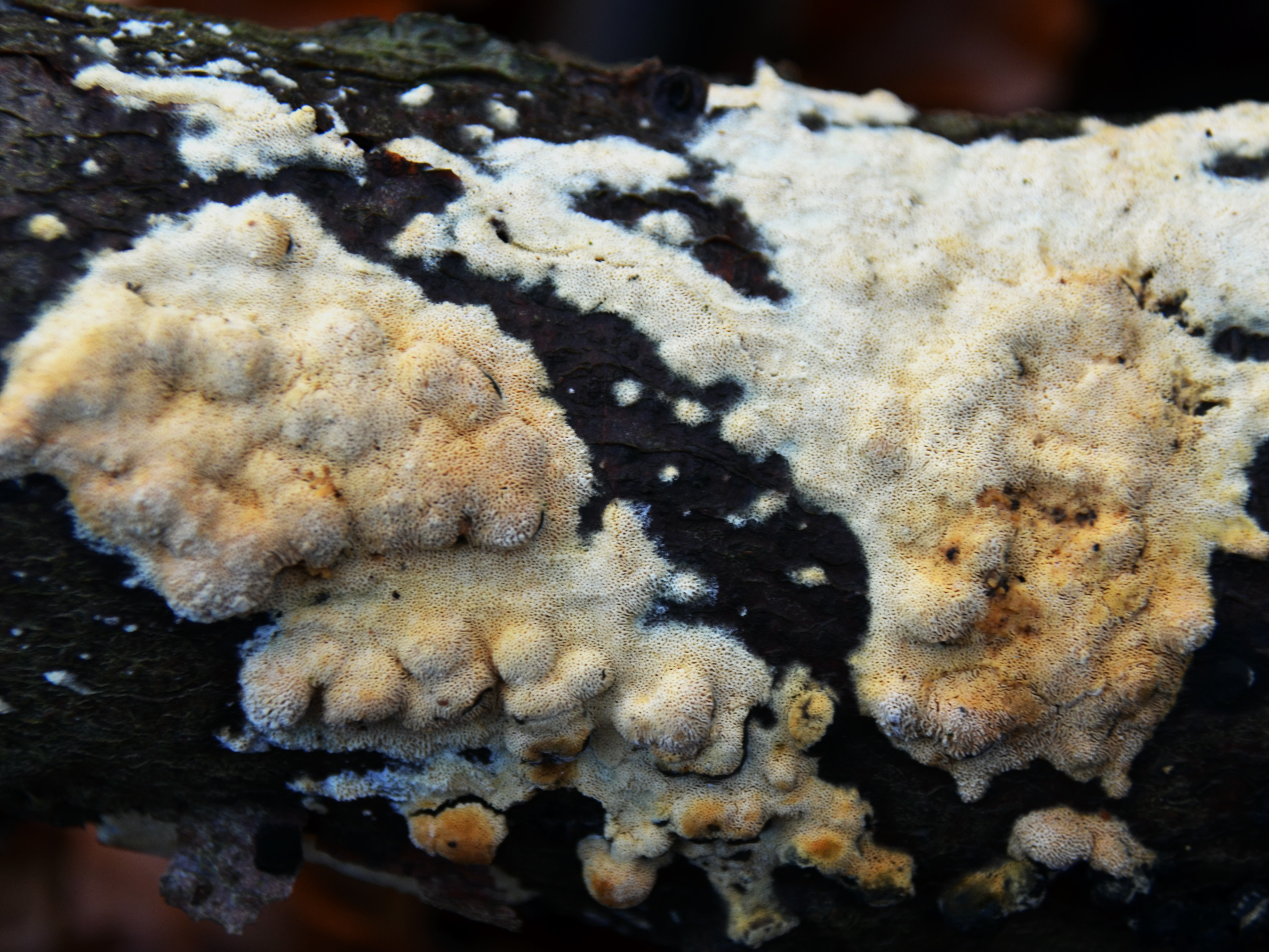

Podstawnica krwawa, zmiennoporek krwawiący (Rigidoporus sanguinolentus (Alb. & Schwein.) Donk) – gatunek grzybów z rodziny wachlarzowcowatych (Meripilaceae).

## Systematyka i nazewnictwo
Pozycja w klasyfikacji według Index Fungorum: Rigidoporus, Meripilaceae, Polyporales, Incertae sedis, Agaricomycetes, Agaricomycotina, Basidiomycota, Fungi.
Po raz pierwszy takson ten zdiagnozowali w 1805 r. J.B. Albertini i L.D. Schweinitz nadając mu nazwę Boletus sanguinolentus. Obecną, uznaną przez Index Fungorum nazwę nadał mu w 1966 r. M.A. Donk, przenosząc go do rodzaju Rigidoporus. 
Synonimów naukowych ma ok. 50. Niektóre z nich:
- Physisporinus expallescens (P. Karst.) Pilát, in Kavina & Pilát 1938
- Physisporinus sanguinolentus (Alb. & Schwein.) Pilát, Atlas Champ. l'Europe 1940
- Podoporia sanguinolenta (Alb. & Schwein.) Höhn. 1933
- Xylomyzon sanguinolentus (Alb. & Schwein.) E.H.L. Krause 1934

Nazwę polską podał Stanisław Domański w 1965 r. K. Zaleski w 1948 r. używał nazwy porak krwisty. Władysław Wojewoda w 2003 r. zaproponował nazwę zmiennoporek krwawiący, ale jest ona niespójna z nazwą naukową, gdyż gatunek ten obecnie nie należy już do rodzaju Physiporinus (zmiennoporek).

## Morfologia
Owocnik
Jednoroczny, czasami dwuletni. Rozpostarty, osiągający średnicę do 20 cm i grubość do 0,5 cm, łatwy do oddzielenia od podłoża. W stanie świeżym miękki, chrząstkowy, po wyschnięciu sztywny i twardy. Obrzeże płodne w całości, lub płonne tylko na wąskim pasku o szerokości do 1 mm. Owocnik ma barwę białawą lub kości słoniowej, po wysuszeniu  brązowo szaroczarną. Uciśnięte lub uszkodzone miejsca na świeżym owocniku szybko zmieniają barwę na jaskrawoczerwoną. Hymenofor rurkowy, pory okrągłe lub wielokątne, bardzo drobne, w liczbie 8–10 na 1 mm. Kontekst o grubości mniejszej od 1 mm, w świeżych owocnikach biały, w wysuszonych jasnobrązowy. Rurki o długości do 5 mm, w kolorze od kości słoniowej do jasnobrązowej. Smak łagodny, zapach niewyraźny.  
Cechy mikroskopowe
System strzępkowy monomityczny. Strzępki w subikulum hialinowe w KOH, rzadko rozgałęziające się, grubościenne lub cienkościenne, o średnicy 3,5–6,5 μm, z prostymi septami. Strzępki w tramie podobne, o średnicy  3–4 μm. Cystyd brak, występują natomiast wrzecionowate cystydiole o długości  15–27 μm i średnicy  5–6 μm, z prostymi septami u podstawy. Podstawki szeroko wrzecionowate, z 4 sterygmami, o rozmiarach  12–23 × 6,5–8  μm. Zarodniki jajowate lub niemal kuliste, hialinowe, gładkie, nieamyloidalne, o rozmiarach  6–7 × 5–6  μm.

## Występowanie
Podstawnica krwawa w Europie jest szeroko rozprzestrzeniona. Znane jest jej występowanie także w zachodnich i południowych regionach Ameryki Północnej i w Japonii. W Polsce jest bardzo pospolita.
Saprotrof. Występuje w lasach i parkach, na martwym drewnie zarówno liściastym, jak iglastym. Rozwija się na leżących na ziemi pniach i gałęziach. W Polsce notowana na jodle, grabie, buku, jesionie, robinii, wierzbie kruchej, w innych krajach także na modrzewiu, świerku, sośnie, olszy, brzozie, kasztanie, topoli, porzeczce, dębie, jarząbie.

## Gatunki podobne
Identyfikację podstawnicy krwawej ułatwia zadziwiająco duży kontrast między barwą i konsystencją owocników świeżych i wysuszonych oraz zmiana barwy uciśniętego miejsca na krwistą (na świeżych owocnikach). Cechy te odróżniają grzyb od podobnych owocników  twardoporka pofalowanego (Rigidoporus crocatus) i zmiennoporka szklistego (Physisporinus vitreus).